# Paolino Pieri
Paolino Pieri, o anche Paulino (Firenze, seconda metà del XIII secolo – post 1340), fu un cronachista fiorentino.

## Biografia
Le scarse notizie biografiche su Paolino Pieri si ricavano da un atto del 1324 e da alcuni passi delle sue Croniche. Il documento è una ingiunzione di pagamento del 12 novembre 1324 contro Paolino Pieri e un Giovanni di Mazzino. I due abitavano nel quartiere fiorentino di San Pier Maggiore e avevano avuto in appalto la gabella delle «trichonum, trichularum et palgliaiuolorum». Nelle Croniche ricorda di avere assistito di persona all'ingresso di Carlo I d'Angiò in Firenze nell'aprile del 1284. Sulla base di questo passo è stato ipotizzato che Paolino fosse nato intorno al 1270.

## Opere
- Croniche della città di Firenze: è una cronica di tipo annalistico dei fatti fiorentini dal 1080 al 1305, conservata da un unico manoscritto della Biblioteca Nazionale Centrale di Firenze, il Magliabechiano XXV 260 del secondo quarto del sec. XIV, mutilo. Agli anni 1080-1192 sono dedicate scarne notizie, mentre dal 1195 la scansione diventa annuale e ogni anno si apre con l'indicazione del nome dei consoli o del podestà in carica.
- La storia di Merlino: è un volgarizzamento del XIV sec. del Merlin di Robert de Boron. Al termine del prologo l'autore si nomina "Paulino Pieri". L'identificazione con il cronista è stata proposta dal primo editore del testo, Ireneo Sanesi, sulla base dell'identità del nome e della compatibilità temporale, ma non sussistono elementi certi per l'identificazione dell'autore del volgarizzamento con il cronachista.